# Grant Wahl
Grant Wahl (Mission, Estados Unidos; 2 de diciembre de 1973-Lusail, Catar; 10 de diciembre del 2022) fue un periodista deportivo estadounidense y analista de fútbol de CBS Sports, conocido por haber sido editor principal de Sports Illustrated y corresponsal de Fox Sports. También fue autor del libro The Beckham Experiment (2009). Falleció mientras cubría la Copa Mundial de Fútbol de 2022. 

## Biografía
Wahl nació en Mission, Kansas. Durante su primer año en la Universidad de Princeton, cubrió al equipo de fútbol masculino Princeton Tigers, más tarde entrenado por Bob Bradley, quien pasaría a dirigir equipos de la Major League Soccer y la Selección de fútbol de los Estados Unidos. Bradley le brindó a Wahl la oportunidad de estudiar en el extranjero en Argentina, pasando un tiempo con Boca Juniors, antes de regresar a los Estados Unidos para la Copa Mundial de la FIFA 1994. Wahl citaba sus experiencias con Bradley como catalizador de su amor por el deporte.
En 1996, comenzó su carrera trabajando con el Miami Herald como pasante. A partir de ahí, se unió a Sports Illustrated en noviembre de 1996, cubriendo baloncesto universitario y fútbol.
En su carrera, informó sobre 12 torneos de baloncesto de la NCAA, ocho Copas Mundiales de la FIFA y cuatro Juegos Olímpicos.
Obtuvo elogios de la crítica por primera vez por su historia de portada "¿Dónde está papá?" (1998), que documentó el creciente número de hijos ilegítimos nacidos de atletas profesionales. Desde entonces, escribió numerosos artículos de portada y perfiles sobre atletas. Además, recibió cuatro premios Magazine Story of the Year otorgados por la U.S. Basketball Writers Association.
En octubre del 2000, fue ascendido al puesto de escritor senior en Sports Illustrated. Cubrió principalmente fútbol tanto para la revista como para SI.com.
En su primer libro, The Beckham Experiment (2009), se centró en la mudanza de David Beckham a Los Ángeles Galaxy en la Major League Soccer y su impacto en la liga. Se convirtió en Best Seller del New York Times.
En octubre del 2009, mientras cubría la cuarta ronda de clasificación para la Copa Mundial de la FIFA 2010, le robaron su teléfono y su billetera a punta de pistola a plena luz del día en Tegucigalpa, Honduras; más temprano ese día, había entrevistado al presidente interino de Honduras, Roberto Micheletti, quien luego se disculpó con Wahl por el incidente.
En febrero del 2011, anunció una posible candidatura para convertirse en presidente de la FIFA en las próximas elecciones para derrocar al titular Josep Blatter. Sin embargo, se retiró antes de la fecha límite oficial, después de no poder obtener el respaldo de una asociación de fútbol (al menos se requería uno). Como resultado de la candidatura de Wahl, la FIFA modificó su proceso de nominación presidencial para requerir el respaldo de al menos cinco asociaciones.
En octubre del 2012, se unió a Fox Sports después de haber participado en la cobertura del torneo UEFA Euro 2012 a principios de ese año.
En el 2013, Sports Illustrated lanzó su sección de fútbol, llamada "Planet Fútbol", con Wahl a la cabeza.
El 10 de abril del 2020, fue despedido de Sports Illustrated luego de criticar a James Heckman, director ejecutivo de la editorial Maven de la revista, por su manejo de los recortes salariales durante la pandemia de coronavirus. En respuesta, Heckman criticó tanto el trabajo de Wahl como el no querer ofrecerse como voluntario para un recorte salarial permanente.
El 5 de octubre del 2021, se unió a CBS Sports, donde se convirtió en analista de la cobertura de los partidos de fútbol de la CONCACAF, así como consultor editorial para documentales de fútbol que se transmiten en Paramount+.
Mientras seguía a los Estados Unidos en la Copa Mundial de la FIFA 2022, se vio envuelto en una polémica en Catar en torno a la prohibición de portar artículos que mostrasen un arcoíris. Fue arrestado dentro de un estadio por llevar una camiseta que mostraba la imagen de un arcoíris considerado ofensivo por las autoridades cataríes, mientras que un reportero de The New York Times que intentó informar sobre el incidente también fue arrestado por funcionarios cataríes.

## Vida personal
Wahl asistió a la escuela secundaria Shawnee Mission East.
Estudió en la Universidad de Princeton, donde obtuvo una licenciatura en Política en 1996.
Estaba casado con Celine Gounder, una médica y periodista médica estadounidense que se especializa en enfermedades infecciosas y salud global.

## Fallecimiento
Wahl falleció el 9 de diciembre del 2022, mientras cubría el partido de cuartos de final de Argentina contra Países Bajos en Doha, por la ruptura de un aneurisma de la aorta ascendente, según la autopsia. El hermano de Wahl, Eric, dijo que colapsó en el estadio y recibió RCP. Luego fue llevado a un hospital del área, donde falleció. Dijo que la familia está en contacto con funcionarios del Departamento de Estado y la Casa Blanca. Eric Wahl dijo que su hermano recibió amenazas de muerte y creía que Wahl había sido asesinado.